# Representante especial del secretario general para el Sáhara Occidental
El representante especial del secretario general para Sáhara Occidental (SRSG) es nombrado por el secretario general para dirigir la Misión de Naciones Unidas para el Referéndum en Sáhara Occidental (MINURSO). Desde el 1 de diciembre de 2017 el representante especial del secretario general para el Sáhara Occidental es el canadiense Colin Stewart.

## Lista de representantes especiales
| #  | Nombre                   | Nacimiento-Muerte | Inicio de mandato        | Fin de mandato          | País           |
| -- | ------------------------ | ----------------- | ------------------------ | ----------------------- | -------------- |
| 1  | Héctor Gros Espiell      | 1926 – 2009       | 20 de septiembre de 1988 | 19 de enero de 1990     | Uruguay        |
| 2  | Johannes Manz            |                   | 19 de enero de 1990      | 20 de diciembre de 1991 | Suiza          |
| 3  | Sahabzada Yaqub Khan     | 1920 –            | 23 de marzo de 1992      | Agosto de 1995          | Pakistán       |
| 4  | Erik Jensen (Suplente)   |                   | Agosto de 1995           | Febrero de 1998         | Malasia        |
| 5  | Charles Franklin Dunbar  | 1937 –            | Febrero de 1998          | 31 de marzo de 1999     | Estados Unidos |
| 6  | Robin Kinloch (Suplente) | 1937              | 1 de abril de 1999       | 18 de mayo de 1999      | Reino Unido    |
| 7  | William L. Eagleton      | 1926 – 2011       | 18 de mayo de 1999       | 1 de diciembre de 2001  | Estados Unidos |
| 8  | William L. Cambio        | 1934 –            | 1 de diciembre de 2001   | 1 de julio de 2003      | Estados Unidos |
| 9  | Álvaro de Soto           | 1943 –            | 7 de agosto de 2003      | 5 de agosto de 2005     | Perú           |
| 10 | Francesco Bastagli       |                   | 5 de agosto de 2005      | 31 de agosto de 2006    | Italia         |
| 11 | Julian Harston           | 1942 –            | 5 de febrero de 2007     | 12 de octubre de 2009   | Reino Unido    |
| 12 | Hany Abdel-Aziz          | 1946 –            | 12 de octubre de 2009    | 15 de junio de 2012     | Egipto         |
| 13 | Wolfgang Weisbrod-Weber  | 1955 –            | 15 de junio de 2012      | 31 de julio de 2014     | Alemania       |
| 14 | Kim Bolduc               | 1952 –            | 31 de julio de 2014      | 22 de noviembre de 2017 | Canadá         |
| 15 | Colin Stewart            | 1961 -            | 1 de diciembre de 2017   |                         | Canadá         |

### Controversia
Al menos dos representantes especiales (Johannes Manz y Francesco Bastagli) dimitieron de su puesto en protesta contra maniobras políticas marroquíes.

## Lista de enviados especiales
El enviado especial del secretario general de la ONU para el Sáhara Occidental, mediador político de Naciones Unidas para el Sahara Occidental es desde octubre de 2017 el alemán Horst Köhler que sustituyó al estadounidense Christopher Ross tras ocho años en el cargo.
| # | Nombre           | Nacimiento-Muerte | Inicio de mandato   | Fin de mandato     | País           |
| - | ---------------- | ----------------- | ------------------- | ------------------ | -------------- |
| 1 | James Baker      | 1930 -            | 17 de marzo de 1997 | junio de 2004      | Estados Unidos |
| 2 | Álvaro de Soto   | 1943 -            | junio de 2004       | 2005               | Perú           |
| 3 | Peter van Walsum | 1934 -            | julio de 2005       | septiembre de 2008 | Países Bajos   |
| 4 | Christopher Ross | 1943 -            | septiembre de 2008  | marzo de 2017      | Estados Unidos |
| 5 | Horst Köhler     | 1943 -            | Agosto de 2017      |                    | Alemania       |